# Zamek Sokolí kameň
Zamek Sokolí Kameň – dawny zamek obronny w królestwie Węgier, zbudowany dla ochrony drogi z Gemeru do Turni i dalej do Abova (Koszyc). Dziś na terenie wsi Silická Jablonica na Słowacji, 13 km na południowy wschód od Rożniawy.

## Położenie
Pozostałości zamku znajdują się na niedostępnej Sokolej Skale (słow. Sokolia skala, 455 m n.p.m.), w połowie drogi między wsiami Silica i Silická Jablonica. Leży w historycznym regionie Turňa, zaledwie kilkaset metrów od obecnej granicy słowacko-węgierskiej. U podnóży skały przebiega lokalna droga (zamknięta dla ruchu pojazdów samochodowych) i wiodący nią żółto znakowany szlak turystyczny z Silicy do Silickiej Jablonicy. Cała skała leży na terenie parku narodowego Kras Słowacki, a sam szczyt (i zamek) nie jest udostępniony do zwiedzania. Obejmuje go rezerwat przyrody Sokolia skala.

## Historia
Pierwsza wzmianka o zamku Solymkö pochodzi z roku 1243. Według różnych źródeł wznieśli go Jan lub Stefan de Thurna albo też Roland de Zalonnay. W 1399 r. był już wymieniany jako opuszczony (castrum desertum nominatum Solyomkw).

## Architektura
Zamek zbudowany był na dość rozległym szczycie skalnego ostańca wznoszącego się u źródeł Sokolego Potoku. Zachowały się jedynie niewielkie pozostałości murów obronnych i nikłe ślady fundamentów budowli wznoszonych w ich obwodzie. Od strony wschodniej, północnej i zachodniej zamek był zupełnie niedostępny. Droga wejściowa wiodła od południa głębokim wykopem i wyprowadzała na pochyły podworzec o wymiarach 60 × 25 m. W jego najwyższej części rysują się ślady budowli, prawdopodobnie mieszkalnej. W północno-wschodniej części zamczyska, na niższym tarasie, znajduje się owalne zagłębienie ze śladami muru obronnego grubego na 2 m. Żywa jest tradycja o połączeniu zamku ze znajdującą się niżej u podnóży skały Jaskinią Zbójnicką (słow. Zbojnícka jaskyňa).

## Literatura
- Ďurček Jozef a kolektív: Slovenský kras. Turistický sprievodca ČSSR, č. 41, wyd. Šport, slovenské telovýchovné vydavateľstvo, Bratislava 1989, ISBN 80-7096-020-5.
- Slovenský kras. Domica. Turistická mapa 1:50 000, 3 wyd., wyd. VKÚ Harmanec 2007, ISBN 80-8042-413-6.
- Wasilewski Arkadiusz: Zamki i zamczyska Słowacji. Przewodnik, wyd. Oficyna Wydawnicza „Rewasz”, Pruszków 2008, ISBN 978-83-89188-72-4.